# Justus Diederich Heidmann

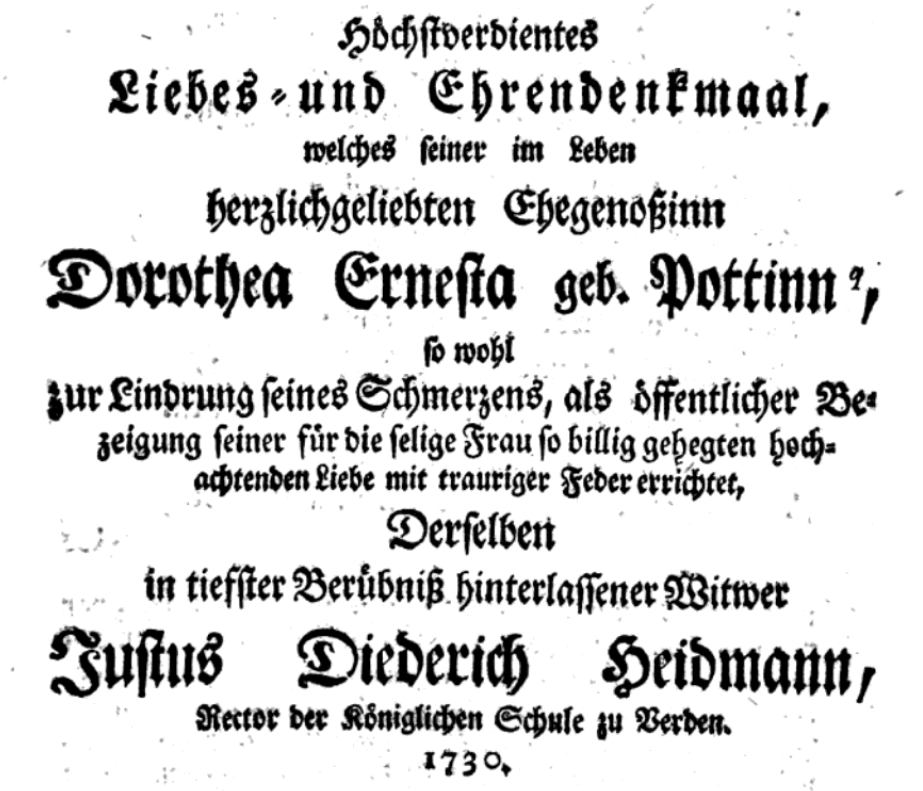
Trauergedicht von Justus Diederich Heidmann auf den Tod seiner Frau, 1730

Justus Diederich Heidmann (* Juni 1694 in Hoya; † 3. April 1743 in Verden) war ein deutscher Philologe und Rektor des Domgymnasiums in Verden.

## Leben
Er war ein Sohn des Bürgers Ludwig Heidmann, möglicherweise einem Nachfahren des Philologen Christoph Heidmann, und besuchte ab 1708 an der Domschule zu Verden die Tertia unter Subkonrektor Solter, die Secunda unter Konrektor Crusius und die Prima unter dem Rektor Fuhrmann. Dort wurde er auch ein halbes Jahr von einem zum Christentum konvertierten jüdischen Lehrer namens Fels in Hebräisch und Rabbinertum unterrichtet. Da seine Eltern nicht sehr wohlhabend waren, begann Heidmann erst 1716 ein Studium der Theologie an der Universität Halle und wurde dort zur schulischen Aufsicht des Sohns des Joachim Lange in dessen Haus aufgenommen. Durch Langes Hilfe erhielt Heidmann einen königlichen Freitisch und konnte im Waisenhaus der Franckeschen Stiftung Griechisch, Latein und Hebräisch unterrichten. Er besuchte zudem mit Begeisterung Vorlesungen über den Koran und das syrische Neue Testament bei einem arabischen Gelehrten, den August Hermann Francke nach Halle gerufen hatte. Heidmann schlug sogar eine vermittels Joachim Langes Empfehlung angebotene lukrative Rektorenstelle in Stettin aus, da er weiter am akademischen Leben teilhaben wollte.
Durch seine intensiven Studien erkrankte er aber und verließ auf Anraten der Ärzte die Stadt Halle. Er nahm daher 1721 in Stade eine Stelle als Hauslehrer für den jüngsten Sohn des dortigen Kammerrats Albrecht Andreas von Ramdohr an. Durch die Fürsprache des Kammerrats wurde Heidmann am 13. Februar 1723, als Nachfolger des verstorbenen Rektors Fuhrmann, an seiner früheren Schule, dem Domgymnasium Verden, zum neuen Rektor ernannt, was er bei schwacher Gesundheit auch zeitlebens blieb. Er hinterließ einige Werke, darunter Dissertationen, Programme, Lieder und Gedichte zu Trauerfällen und Hochzeiten. Viele seiner Schüler traten später in verschiedene Staatsämter ein.

## Familie
Im Juni 1726 heiratete er die in Lüne ansässige Dorothea Ernesta Pott (* 8. November 1701 in Sinstorf; † 26. Januar 1730 in Verden), die Tochter des Predigers Johann Pott und dessen Gattin, einer geborenen Hasselmann († 10. Januar 1729). Dorothea starb bald nach der Geburt des zweiten Kindes. Heidmann erkrankte vor Kummer, nachdem auch das letzte seiner beiden Kinder jung verstorben war, erholte sich aber wieder und blieb für den Rest seines Lebens Witwer.
- Tochter (* 22. Juli 1728; † 20. April 1729)
- Sohn (* 7. Januar 1730; † 1730)

## Werke (Auswahl)
- Brief von Justus Dietrich Heidmann an Joachim Lange[5], verfasst in Stade am 28. Februar 1723
- Ad audienda specimina invitatio, Stade 1723 (Programm Verden Domschule 1723)
- Sylloge thesium e praecipuis juris studio praeludentibus disciplinis. Disputatio respondente Jo. Casp. Wolffio, Stade 1724 (Programm Verden Domschule 1724)
- Programma de praecipuo praeparationis scholasticae ad studia academica momento et adjumento, Stade 1725 (Programm Verden Domschule 1725)
- Programma de sapientiae digna aestimatione et genuina notione, Stade 1726 (Programm Verden Domschule 1726)
- Disputatio de Deo super omnia exaltato et hominc ab omni fastu deturbato, tanquam insigni religionis verae et inprimus evangelicae charactere, respondente Dav. Ott. Wahrendorfio, Stade 1730 (Programm Verden Domschule 1730)
- Höchst verdientes Liebes- und Ehrendenkmal, Trauergedicht auf den Tod seiner Gattin 1730
- Sammlung geistlicher Lieder; nach seinem Tod veröffentlicht, Hamburg 1745